# Gastrolito

## Definición

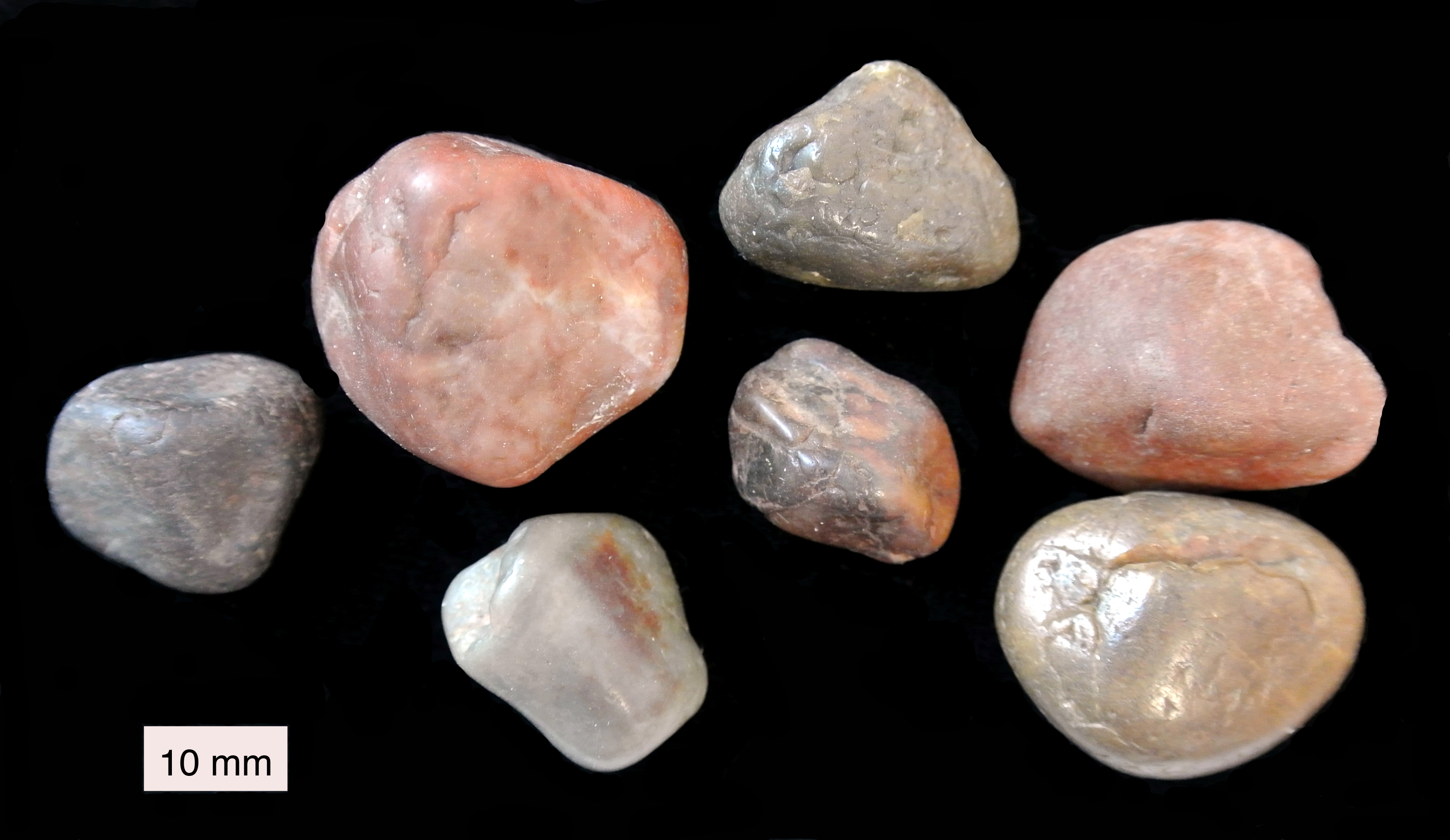
Clastos: rocas sedimentarias formada a partir de otras rocas o minerales

La definición de gastrolitos (del griego γαστήρ, gastēr, 'estómago'; y λίθος, líthos, 'piedra') no está completamente establecida debido a las distintas teorías relacionadas con su función. Sin embargo, todas concuerdan con que son clastos ubicados en la región abdominal de restos de animales o dinosaurios debido a la litofagia (acto intencional de la ingesta de rocas) propia de la especie.

## Localización
Distinguimos entre los animales actuales y los dinosaurios:

En el caso de los animales actuales, se conoce que se encuentran en la zona del tracto digestivo correspondiente al estómago. Un ejemplo son las aves (excepto las avestruces), las cuales almacenan este tipo de piedras en la molleja ingiriéndolas voluntariamente.

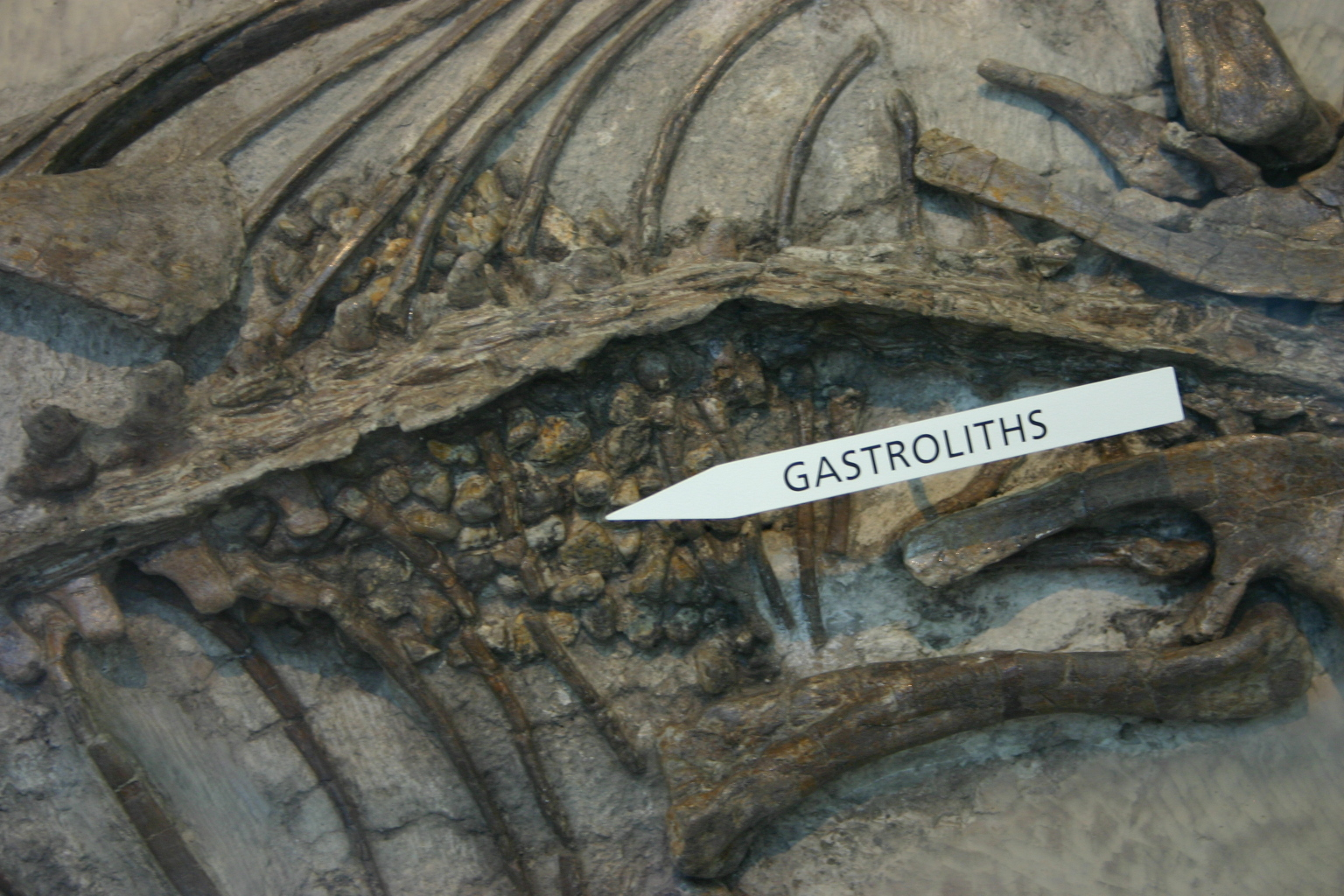
Fósil de Psittacosaurus mostrando los gastrolitos que almacenaba en su sistema digestivo cuando murió.

En el caso de los dinosaurios, se encuentran aproximadamente en la zona abdominal. Se desconoce exactamente su localización debido a que la única información obtenida se recoge de fósiles completamente o semi enteros. 
Para su distinción y para ser considerado gastrolito en un dinosaurio, este debe tener una composición completamente distinta a la composición del territorio o la superficie sobre la cual se localizan los fósiles. Normalmente, son encontrados en grupos acumulados o "in situ" dentro del esqueleto del dinosaurio fosilizado.

## Estructura y composición
La morfología redondeada y pulida hace que se distingan de otro tipo de piedras o rocas gracias a la erosión producida por el alimento dentro de la cavidad abdominal. 
Para la medición de los caracteres estructurales de los gastrolitos se tienen en cuenta varios parámetros como son: el número total de clastos encontrados, la longitud de los tres ejes principales, el índice de esfericidad, el grado de redondeamiento de cada gastrolito, su forma y su composición litológica.
En cuanto a este último parámetro, mediante mediciones con lupa binocular, la mayoría de los gastrolitos están formados en un 88% de sílice criptocristalino. Adicionalmente, se pueden encontrar clastos con composición leñosa, sílice y cuarzo.

## Diferencias entre exolitos y gastrolitos
Es importante destacar la diferencia con los llamados “exolitos” que serían gastrolitos ingeridos por los dinosaurios, que en la actualidad aparecen en lugares que no encajan exactamente con la composición de su entorno. Es decir, resaltan del entorno por ser completamente distintas al resto de rocas. Estos “exolitos” aparecen sin ningún fósil o restos alrededor y se puede suponer que fueron excretados por los dinosaurios antes de morir y dejar sus fósiles.

## Teorías sobre los gastrolitos en dinosaurios
Existen varias teorías que explican la aparición de los gastrolitos en los dinosaurios.

### Teoría Gástrica
Para que los alimentos sean digeridos correctamente y se puedan absorber todos los nutrientes, muchos animales, incluyendo los dinosaurios, necesitan algún tipo de movimiento dentro de su molleja o estómago que les permita triturar el alimento lo máximo posible. Lo que recoge esta teoría es que el único uso de los gastrolitos era ayudar a la digestión del alimento. 
Esta hipótesis se mantiene gracias a las pruebas encontradas en las superficies de los gastrolitos. En estas se encontraron una serie de muescas semicirculares que se cree que se produjeron a partir de los movimientos rotatorios de estas piedras en el tracto digestivo y, por el choque y tracción de los mismos. Además, se encuentra que las rocas que, en su estado natural son puntiagudas, ahora están redondeadas y pulidas pese a su composición dura. 
Sin embargo, para probar esta hipótesis se debería estudiar el tipo de locomoción, alimentación y litofagia de cada especie de interés, como las especies acuáticas o marinas.

### Teoría Hidrostática
Algunos investigadores sostienen que estos gastrolitos podrían haber funcionado como lastre, sobre todo en reptiles marinos, para  incrementar la gravedad específica del animal y ayudar a su estabilidad durante el desplazamiento. De este modo se justifica la presencia de rocas redondeadas que habrían sido ingeridas en la desembocadura de ríos o en los fondos marinos.
No obstante, otros estudios indican que las probabilidades de que los gastrolitos fueran empleados como lastre son pocas, ya que para que esto ocurra su peso debería ser un 4% del peso total del animal.

### Teoría de absorción
Otra teoría sugiere que los gastrolitos fueron el resultado de la necesidad de ingestión de sustancias minerales como piedras ricas en calcio, sodio o hierro, que los animales necesitaban para mantener un correcto metabolismo.

### Teoría de ingestión indirecta
Algunas hipótesis alternativas sugieren que se formaron por la ingestión de sedimentos de la tierra o del suelo marino que los animales recogían junto con su alimento.
Por otro lado, la aparición de estas rocas en especies terrestres con diferente alimentación, como las especies carnívoras, podría justificarse por la ingestión de otros animales que tuvieran sedimentos o rocas en su organismo, y al ser ingeridos estas rocas se quedarían en el organismo de los depredadores por su incapacidad para eliminarlos.
De este modo, podría tener una función defensiva, puesto que dificultaría la digestión de los depredadores.

## Asociación de los dinosaurios con los gastrolitos y teorías
Los dinosaurios herbívoros han sido relacionados con los gastrolitos por los fósiles que han sido encontrados con clastos en la región abdominal del animal, como los encontrados en las montañas BigHorn.
Sin embargo, no todos los fósiles de dinosaurios herbívoros presentarían estos clastos. Las especies donde se han encontrado (saurópodos, prosaurópodos, algunos ornithopods primitivos, stegosaurus y ankylosaur) , tendrían una dentadura menos sofisticada que aquellas especies que no los presentan. Por ello, se cree que estas especies contarían con un estómago muscular, similar a la molleja de las aves de hoy en día.
Por lo tanto estos dinosaurios, se tragaban piedras con bordes afilados para moler esta comida, que luego se convirtieron en piedras redondos y pulidas, que serían expulsadas, ya bien con las heces o regurgitadas, y reemplazadas por piedras nuevas. Estas piedras chocaban y rozaban entre ellas, por los movimientos del estómago, moliendo así la comida que luego sería procesada en el intestino.
También los gastrolitos de menor tamaño podrían haber servido para mezclar los jugos gástricos con los alimentos, asegurando así una digestión más completa.
Al no poder fosilizarse los órganos, no se sabe si los gastrolitos tenían esta función digestiva pero hay varios indicios que lo muestran. Uno de estos indicios era la falta de desgaste en los dientes de los prosaurópodos.

## Gastrolitos en animales actuales
Se han registrado la existencia de gastrolitos en reptiles (sobre todo los cocodrilos) y en aves. En peces se han encontrado también “gastrolitos” pero estos normalmente se asocian con la ingesta accidental, sumamente relacionado con la teoría sobre la ingestión indirecta mencionada anteriormente.
En el caso de algunos mamíferos, como los leones marinos, pueden llegar a ingerir piedras para ayudar con la trituración de los alimentos pero estos son regurgitados inmediatamente al terminar.
Los cocodrilos tienen gastrolitos independientemente del hábitat en el que vivan. Estos van a tener dos funciones principales: la digestiva, ayudando a la digestión de los alimentos ingeridos por el animal, y la segunda, hacer que estos animales sean más hidrodinámicos. Estos animales van a ingerir un 1% de su peso en piedras. Esto va a hacer que le resulte más sencillo quedarse sumergido y ayudará a arrastrar a sus presas al fondo del agua (coincide con las dos teorías más aceptadas)
Las aves van a utilizar estos gastrolitos para moler la comida que hayan ingerido debido a la falta de dientes de estas. Estos gastrolitos se encuentran en la parte del estómago que se llama molleja. También sirven para mezclar estos alimentos con los jugos gástricos, conseguir los minerales necesarios para estos animales e incluso, algunas aves rapaces los pueden consumir para limpiarse el estómago ya que ingieren una pequeña cantidad de gastrolitos que al día siguiente regurgitan, lo que tendría una función de limpieza del estómago.

### Definición, localización, estructura y composición.
- “Gastroliths in an Ornithopod Dinosaur” Autores: Ignacio A. Cerda. Universidad Nacional de Comahue, Buenos Aires. 1 de junio del 2018.
- “No Gastric Mill in Sauropod Dinosaurs: New Evidence for Analysis of Gastrolith Mass and Function in Ostriches”. Autores: Oliver Wings y P. Martin Sander. Royal Society. 19 de diciembre de 2006.
- “Gastrolitos en un plesiosaurio (Sauropterygia) de la Formación Allen (Campaniano-Maastrichtiano), provincia de Río Negro, Patagonia, Argentina.” Autores: Ignacio A. Cerda y Leonardo Salgado. Ameghiniana. Buenos Aires jul/sep 2008.

### Teorías sobre los gastrolitos en dinosaurios.
- “Gastrolitos en un plesiosaurio (Sauropterygia) de la Formación Allen (Campaniano-Maastrichtiano), provincia de Río Negro, Patagonia, Argentina.” Autores: Ignacio A. Cerda y Leonardo Salgado. Ameghiniana. Buenos Aires jul/sep 2008.

- “Los Reptiles mesozoicos del registro español”. Autor: J.L.Sanz García. 1990. España.
- “Gastroliths in Sauropod Dinosaurs” Autor: Jorge O.Calvo. Buenos Aires, Argenitna. Diciembre 1994.

### Asociación de los dinosaurios con los gastrolitos y teorías, Comparación con animales actuales.
- - “Herbivorous Dinosaurs, Ecology and Behaviour of Mesozoic Reptiles”. Autor: John L.Cloudsley-Thompson. 2005.
  - “A review of gastrolith function with implications for fossil vertebrates and a revised classification”. Autor: Oliver Wings. Acta Palaeontologica Polonia. 2007.
  - “Gastroliths and Coprolites- A Call to Search!” Autor: Oliver Wings.Museum für Naturkunde, Leibniz-Institut für Evolutions- und Biodiversitätsforschung. Berlin, Germany. 2012.
  - “Gastroliths from an Upper Cretaceous Plesiosaur”. Autor: D.G. Darby y R.W. Ojakangas. Journal of Paleontology Vol.54 No.3. Mayo de 1980. Publicado por: SEPM Society for Sedimentary Geology.
  - “The rarity of gastrolith in sauropod dinosaurs - a case study in the Late Jurassic Morrison Formation, western USA”. Autor: O.Wings. Niedersächsisches Landesmuseum Hannover, Willy-Brandt-Allee , 30169 Hanover, Germany. Publicado: 6 de octubre de 2014.

- Datos: Q723673
- Multimedia: Gastroliths / Q723673